# Лесовое (Казанковский район)
Лесовое (укр. Лісове) — посёлок в Казанковском районе Николаевской области Украины.
Основано в 1923 году. Население по переписи 2001 года составляло 105 человек. Почтовый индекс — 56065. Телефонный код — 5164. Занимает площадь 0,374 км².

## История
В 1946 году указом ПВС УССР посёлок Лесоисследовательской станции переименован в Лесовое.

## Местный совет
56065, Николаевская обл., Казанковский р-н, с. Владимировка, ул. Советская, 91